# Église Notre-Dame de Blou
 (janvier 2021).
Si vous disposez d'ouvrages ou d'articles de référence ou si vous connaissez des sites web de qualité traitant du thème abordé ici, merci de compléter l'article en donnant les références utiles à sa vérifiabilité et en les liant à la section « Notes et références ».
L'église Notre-Dame est une église située en France sur la commune de Blou, dans le département de Maine-et-Loire en région Pays de la Loire.
Elle fait l'objet d'un classement au titre des monuments historiques depuis le 6 novembre 1909.

## Localisation
L'église est située dans le département français de Maine-et-Loire, sur la commune de Blou.

## Description

### Intérieur
L'église est un édifice roman. Elle présente une nef unique de deux travées, de la fin du XIIe siècle, avec ogives à clefs sculptées doubleaux et formerets, retombant sur des colonnes engagées, avec des chapiteaux décorés.
Dans la première travée, le mur gauche présente les restes d'une porte romane murée. Dans le mur droit un arc brisé donne accès à la chapelle des fonts (XVe siècle), couverte d'une voûte à huit branches.
La croisée du transept, plus étroite que la nef, repose sur de gros doubleaux à double ressaut, retombant sur des piliers avec chapiteaux historiés ou à feuilles d'acanthe. Elle est couverte d'une coupole sur pendentifs, ornée de branches d'ogive. Chacun des bras du transept comporte trois courtes travées, voutées en berceau brisé. Les doubleaux retombent sur des colonnes engagées à chapiteaux sculptés. Le bras gauche du transept est éclairé par une baie romane. 
Dans la travée médiane s'ouvre une chapelle, fermée par une grille. Cette importante chapelle est voutée en berceau, et se termine par une absidiole en cul de jour, percée d'une baie encadrée de colonnettes sculptées. On remarque une jolie niche pour les burettes (XVe siècle). La chapelle ouvre sur le chœur par une voûte surbaissée.
Le bras droit du transept est éclairé par une baie refaite au XVe siècle. Il possède aussi une chapelle, moins importante, ouvrant sur le chœur. Le chœur est sensiblement plus élevé que la nef, et dévié vers la gauche. Il s'ouvre par un arc à double ressaut, retombant sur des colonnes engagées à chapiteaux sculptés. Il se compose de deux travées, séparées par un doubleau retombant sur des colonnettes (celle de gauche ont été coupées quand on a ouvert l'arc surbaissé faisant communiquer avec le chœur la chapelle ouvrant sur le bras gauche du transept).
La première travée du chœur est décorée, à droite et à gauche, d’une triple arcade en cintre à chapiteaux sculptés, la seconde est éclairée par une baie entourée d'élégantes colonnettes, avec des chapiteaux sculptés. L'abside, voutée en cul de four, est éclairée par trois baies encadrées de colonnettes. À droite de l'abside, sacraire ou cavité à trois baies, dont deux sont bouchées. L'ensemble est du milieu du XIIe siècle.

### Extérieur
L'extérieur de l'église présente une façade occidentale, pignon encadré d'épais contreforts, avec portail et baie. Une corniche à médaillons surmonte les murs latéraux. Une porte romane (bouchée) sur le mur Nord de la nef. Les bras du transept sont ornés d'arcades aveugles à billettes. Au bras gauche, portail décoré de dents de scie. Au bras droit, fenêtre gothique (XVe siècle).

### Clocher
Le clocher s'élève au-dessus de la croisée. Les angles sont garnis de colonnettes. Sur chaque face s'ouvrent deux baies géminées, d'un dessin élégant. Le clocher se termine en pyramide. Les baies de l'abside sont entourées d'arcatures.

### Sacristie
La sacristie adjacente est du XVIe siècle. Elle renferme une pièce intéressante, classée elle aussi, une crosse eucharistique du XVIIe siècle qui surmonte le maître-autel.

### Custode
La custode de l'église Blou, est une colonne surmontée d'une large feuille d'acanthe recourbée en crosse, au bout de laquelle pend une cordelette qui soutient une petite coupole ou dais, sous laquelle était autrefois une pyxide en forme de boite ou de colombe. La colonne est adossée au tabernacle moderne. Elle a 2 mètres 30 de hauteur, 0 mètre 20 de diamètre. L'appareil est en bois brun orné d'une branche de vigne en relief, le sommet est couronné d'un chapiteau. La feuille d'acanthe recourbée est de bonne facture, le baldaquin ressemble à une coupole byzantine. La base inférieure, dentelée, à 0 mètre 50 de diamètre. La colombe a disparu.

### Œuvre
L'œuvre, qui date du XVIIe siècle, provient de l'abbaye de Louroux. Elle fut donnée à l'église de Blou après la ruine de l'église abbatiale en 1820.

### Visite
L'église est ouverte de Pâques à la Toussaint de 8 h à 19 h.

## Historique
L'église date du XIIe siècle. Elle est restaurée en 1864, puis en 1926-1928. 
L'édifice est classé au titre des monuments historiques en 1909.